# Castillo de Chincoya
El castillo de Chincóyar, también conocido como de Chincóyar o de Chincova, se situaba en el término municipal de la localidad de Bélmez de la Moraleda, Provincia de Jaén, España, si bien su existencia es conocida solo a través de las fuentes escritas. Su ubicación en la actualidad es incierta, dando los investigadores al menos tres localizaciones posibles. A esto se une el hecho de que el topónimo no ha resistido el paso del tiempo, desapareciendo de la zona en la que, con más probabilidad, debió de situarse.

## Historia
El Castillo fue conquistado por Sancho Martínez de Jódar, existiendo un privilegio de 1243, firmado por Fernando III, por el cual el rey se lo cedía a su conquistador, junto al Castillo de Neblín o Ablir, con la condición de que a su muerte pasaran ambos a engrosar el término del Concejo de Baeza. En julio de 1260, Alfonso X realizó una donación directa a la Iglesia de Baeza-Jaén de los Castillos de Chincóyar, Quadros y Neblí "que están en albaraquí, con todos sus pueblos, términos y rentas a cambio de 2000 maravedís alfonsís de las rentas del rey de Granada y a condición de que lo tenga durante su vida Don Sancho Martínez de Xódar". A pesar de esta donación, a la muerte de Martínez de Jódar, a finales del s. XIII, el castillo pasó temporalmente a la Orden de Santiago. Desde estas fechas, nunca más se volverá a citar en las fuentes escritas este castillo. Lo más lógico parece que Chincóyar, junto a Neblín o Ablir, fueran arrasados por los meriníes, en sus incursiones a lo largo del s. XIV, y que no se volviesen a reconstruir nunca más.

### Hipótesis sobre su localización
Las primeras hipótesis sobre su localización, basadas en criterios toponímicos, apuntaban la posibilidad de que Chincóyar estaría bien en las cercanías de Cazorla, bien en una zona al este de Iznatoraf o próxima a Villanueva del Arzobispo, donde persiste el topónimo "chincolla".
Más recientemente, Tomás Quesada pone en duda esta localización teniendo en cuenta el hecho de que no sería lógico que Sancho Martínez de Jódar ganara e intentara conservar los castillos de Neblí y Chincóyar estando ambos tan lejos de su zona de actuación (Sierra Mágina).
Actualmente parece aceptado el hecho de que tanto el Castillo de Ablir o Neblí como el de Chincóyar se situaban en la Comarca de Sierra Mágina, controlando el Paso del Jandulilla. Dentro de ella, existen diferentes propuestas de localización.
Según J. Montoya el castillo estaría situado en la ladera suroeste del Cerro de la Atalaya (término municipal de Bélmez de la Moraleda). El autor se basa sobre todo en dos aspectos: El mozarabismo del que para él parte el término "Chincoya" ("yincolya"= lugar de las cinco colinas o alturas), pues el Cerro de la Atalaya ocupa una posición central respecto a otras cuatro alturas de la zona (La Silleta, El Lucero, La Sierra de la Cruz y Las Altarillas), dominando todas ellas los pasos o caminos de la llanura. En segundo lugar, el autor encuentra una fuerte similitud entre las estructuras dibujadas en las láminas del Códice T. I. 1 de El Escorial, que ilustran el texto de la Cantiga 185 de Alfonso X El Sabio (que narra el intento de traición del alcaide moro de Bélmez al cristiano de Chincóyar), con las existentes en el extremo oeste de una era construida con cantos rodados en el Cerro de la Atalaya.
Juan Eslava no comparte esta localización ni los criterios utilizados por Montoya para defenderla. Por una parte, señala que Chincóyar pudiera ubicarse en cualquiera de las alturas próximas al lugar propuesto por Montoya, pues en ellas también existen restos de estructuras que pueden identificarse con las del castillo. Además, Eslava sugiere que la iconografía representada en las láminas del Códice de El Escorial son estereotipos presentes en varias representaciones de la época, por lo que el establecimiento de un paralelismo exacto con la realidad estaría fuera de lugar. A todo esto añade que las estructuras del Cerro de la Atalaya corresponderían más bien a una pequeña posición, presumiblemente para defenderse del bandidaje, sin mayores pretensiones. Esta falta de entidad de las estructuras no se correspondería con un castillo que, según todos los indicios, era el primer baluarte de la frontera en el reino de Jaén.
La propuesta de Eslava es la de situar el Castillo de Chincóyar en un Cerro situado enfrente del Cortijo de Neblín (término municipal de Bélmez de la Moraleda), a la derecha del río Jandulilla, y bastante próximo al Cerro de la Atalaya. Efectivamente, en esta colina permanecen los restos de un fuerte cuadrangular de imponentes dimensiones y bastante bien planeado. Además, está justo frente a Neblín (el Ablir o Neblí de la documentación escrita), conformando un mismo núcleo tal y como aparece en la documentación medieval.
La hipótesis más reciente es la propuesta por Tomás Quesada, que identifica el Castillo de Chincóyar con las estructuras del Castillejo del Barranco de Aguas amarguillas (término municipal de Bélmez de la Moraleda), situado al Norte del Cerro de la Atalaya, en un cerrete situado en la margen derecha del río Jandulilla, y al sur del Cortijo de Neblín. Si, como apuntaba J. Montoya, Chincóyar significa "cinco colinas", esta ubicación es también válida, ya que desde el cerro se divisan varias de las alturas que cierra la vega del Jandulilla: La Silleta, El Lucero, El Gargantón, Quejigares y El Morrón.